# ソウル道峰警察署
ソウル道峰警察署（ソウルトボンけいさつしょ）は、ソウル地方警察庁所管の警察署である。

## 管轄区域
- 道峰区

## 沿革
- 1991年11月1日 - 開所。北部警察署から6派出所、蘆原警察署から7派出所を当警察署に編入。
- 2001年12月27日 - 道峰警察署をソウル道峰警察署に名称変更。
- 2006年3月1日 - ソウル江北警察署から道峰区内にある3派出所を編入。管轄区域を道峰区全域に変更

## 組織
- 署長（総警）
- 聴聞監査官
  - 聴聞監査官室
- 警務課
  - 警務係
  - 経理係
  - 情報通信係
- 生活安全課
- 捜査課
- 刑事課
- 警備交通課
  - 警備対策係
  - 交通調査係
  - 交通安全係
  - 交通管理係
- 情報保安課
  - 情報係
  - 保安係
  - 外事係

## 管轄派出所
- 倉洞派出所
- 新倉派出所
- 放鶴派出所
- 新放鶴派出所
- 道峰1派出所
- 道峰2派出所
- 双門派出所
- 崇弥派出所

## 管轄治安センター
- 倉1治安センター
- 放鶴2治安センター
- 双門1治安センター